# Grace Verbeke
Grace Verveke (Roeselare, 12 de noviembre de 1984) es una ciclista profesional belga. A pesar de no haber destacado como amateur debutó como profesional con el Lotto en 2006, equipo donde permaneció más años y consiguió sus mayores éxitos. En su primer año como profesional no destacó, sin embargo en los dos siguientes consiguió alguna victoria en carreras amateurs y buenos puestos en carreras profesionales. Su eclosión definitiva llegó en 2009 con sus primeras victorias profesionales obteniendo en 3 años 7 victorias en la que destacó el Tour de Flandes 2010. A finales del 2011 sufrió un grave accidente lo que cortó su progresión. A pesar del accidente fichó por el Kleo Ladies Team pero debido a diversas enfermedades, incluyendo un citomegalovirus, no disputó ninguna carrera. Pese a ello el nuevo equipo Cyclelive Plus-Zannata, dirigidio por el director del Kleo Ladies Team, confió en su recuperación y la fichó en 2013 de cara a ser una de las líderes del equipo. Definitivamente en 2014 logró disputar con cierta continuidad un calendario de carreras aunque con resultados discretos.

## Palmarés
2009
- 1 etapa del Tour Féminin en Limousin
- 1 etapa del Tour Cycliste Féminin International de l'Ardèche

2010
- Tour de Flandes
- Valkenburg Hills Classic
- Campeonato de Bélgica Contrarreloj

2011
- Dwars door de Westhoek
- 2.ª en el Campeonato de Bélgica Contrarreloj
- Finale Lotto Cycling Cup-Breendonk

## Resultados en Grandes Vueltas y Campeonatos del Mundo
Durante su carrera deportiva ha conseguido los siguientes puestos en las Grandes Vueltas femeninas y en los Campeonatos del Mundo en carretera:
| Carrera              | 2006 | 2007 | 2008 | 2009 | 2010 | 2011 | 2012 | 2013 | 2014 |
| -------------------- | ---- | ---- | ---- | ---- | ---- | ---- | ---- | ---- | ---- |
| Giro de Italia       | -    | -    | -    | -    | -    | Ab.  | -    | -    | -    |
| Tour de l'Aude       | -    | -    | -    | 15.ª | -    | X    | X    | X    | X    |
| Grande Boucle        | -    | -    | 7ª   | -    | X    | X    | X    | X    | X    |
| Mundial en Ruta      | -    | 67.ª | 16.ª | 9.ª  | 6.ª  | 15.ª | -    | -    | -    |
| Mundial Contrarreloj | -    | -    | -    | -    | 22ª  | -    | -    | -    | -    |

-: no participa

Ab: abandono

X: ediciones no celebradas

## Equipos
- Lotto (2006-2010)
  - Lotto-Belisol Ladies Team (2006-2009)
  - Lotto Ladies Team (2010)
- Topsport Vlaanderen 2012-Ridley (2011)
- Kleo Ladies Team (2012)
- Cyclelive Plus-Zannata (2013)
- Futurumshop.nl-Zannata (2014)